# Flibbiddydibbiddydob
Flibbidydibbidydob - è un EP del gruppo punk rock inglese Snuff. Pubblicato originariamente nel 1990, la casa discografica Fat Wreck Chords ne pubblicherà una nuova versione, identica, nell'agosto del 1996.
L'album contiene varie canzoni cover di altri gruppi musicali.

## Tracce
1. Rods and Mockers - 1:26
2. Do Nothing - (The specials) 2:15
3. Shake 'N' Black - 0:49
4. I Can't Explain - (The Who) 1:53
5. Ecstacy - 2:03
6. Reach Out (I'll Be There) - (The Four Tops) 2:05
7. Hazy Shade of Winter - (Simon and Garfunkel) 1:51
8. Do It Quick - 0:53
9. City Baby Attacked by Rats - (GBH) 1:40
10. Bran Flakes - 0:52
11. In Sickness and In Health - (Chas & Dave) 1:54